# Van Hool AG900
Le Van Hool AG900 est un bus produit par le constructeur Van Hool.

## Historique
L'AG 900 est produit en 1992 à six exemplaires.

## Caractéristiques
Contrairement aux Van Hool AG500 et AG700, produits simultanément, c'est un autobus à plancher haut, doté de portes étroites et de sièges individuels tous orientés vers l'avant afin de maximiser la capacité. 
La motorisation diffère de l'AG700 afin d'obtenir de meilleures performances sur les voies rapides ; la ligne de ceinture de caisse (au niveau du plancher) est plus haute que sur les AG700.

## Commercialisation
Le Van Hool AG900 a été uniquement commercialisé en France : cinq pour la ville de Saint-Nazaire et un chez la société Voyages Goddyn. Ils effectuaient surtout des navettes scolaires.
Les derniers ont été radiés au début des années 2010.